# Glorieta de San Vicente
La glorieta de San Vicente es una rotonda de Madrid, España, situada en el distrito de Moncloa-Aravaca, junto a la antigua estación de Príncipe Pío.

## Las puertas de San Vicente
La Puerta de San Vicente es una puerta monumental situada en la glorieta de San Vicente. En la década de 1990 el ayuntamiento de Madrid construyó esta réplica, en hormigón chapado en granito y caliza, aprovechando las molduras de las cornisas superiores que todavía se conservaban de la original, los planos que se conservaban y una fotografía de 1890 de J. Laurent. El resto de la actual puerta es una reproducción y fue situada en posición inversa a la original siendo reinaugurada en 1995. Frente a ella estuvieron dos construcciones también desaparecidas: la referida fuente de los Mascarones, entre 1775 y 1871, y el Asilo de Lavanderas impulsado por María Victoria dal Pozzo, desde 1872 a 1938.

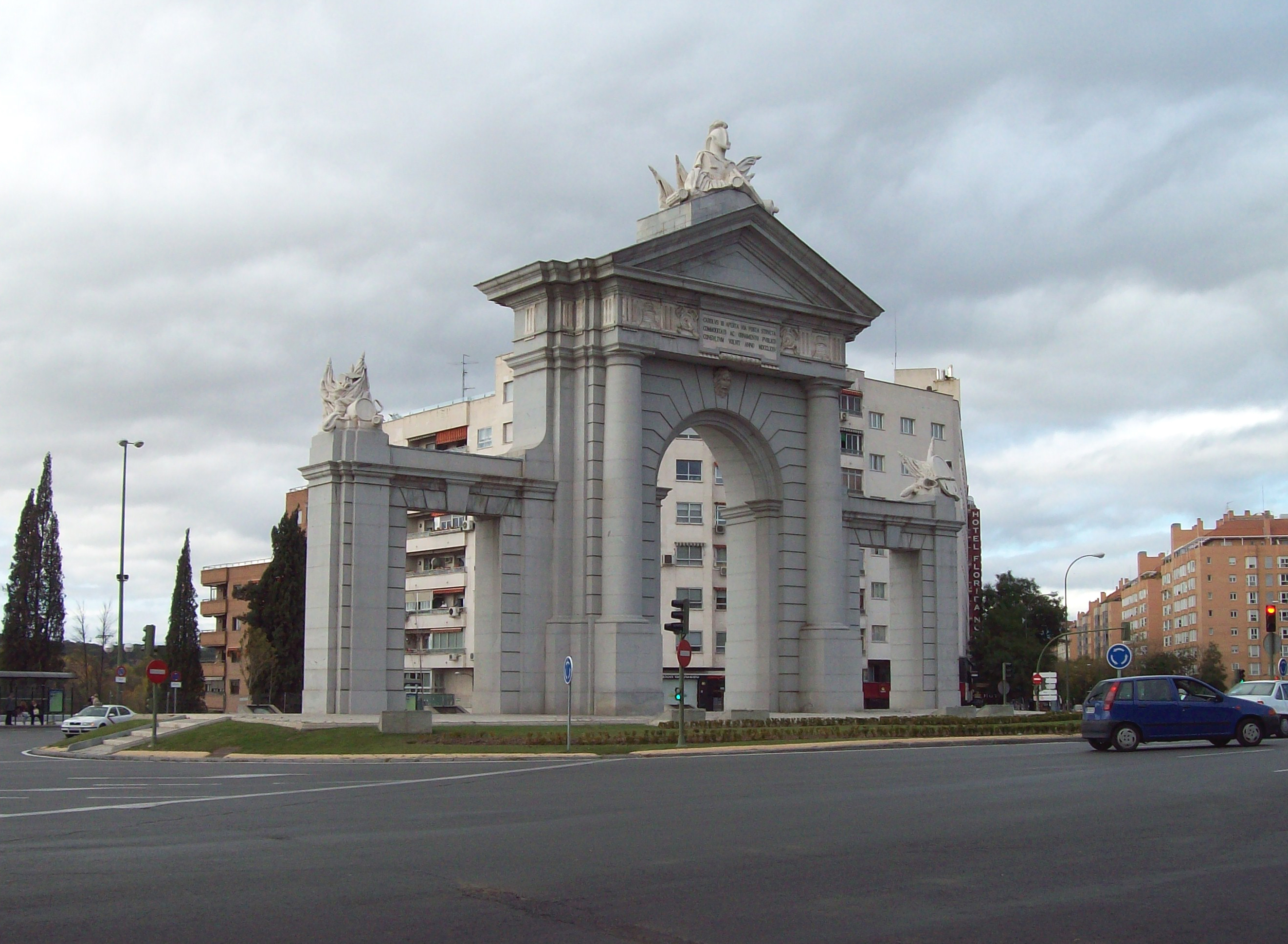
Puerta de San Vicente, en la glorieta de San Vicente de Madrid (España). Proyectada por el arquitecto Francesco Sabatini (1722-1797) y construida entre 1770 y 1775. Desmantelada en 1892 y reconstruida de 1994 a 1995

## Reformas e infraestructura
Las obras de remodelación de la M-30 provocaron una nueva ordenación del tráfico en la zona. Desde 2006 es posible llegar a la A-5 desde el túnel, pero no desde la superficie, en la que no hay ningún carril habilitado en sentido salida. El túnel de la glorieta de San Vicente cuenta con dos carriles de entrada y dos de salida a Madrid. En superficie se han habilitado dos carriles de entrada, pero no es posible llegar desde ahí a la A-5.
El puente del Rey permite cruzar el río Manzanares entre la glorieta de San Vicente y la Casa de Campo, junto a 270 000 m² del proyecto Madrid Río, en los que el Ayuntamiento invirtió 30 millones de euros, acumulando una considerable deuda. Junto al puente del Rey se erige la Puerta del Rey, «antes degradada y casi oculta por el tráfico», ha dicho el alcalde, que «recupera su posición y forma original», ha asegurado, aunque ha perdido sus rejas. Sus seis pilares separados en forma de exedra tienen así «el simbolismo de una puerta abierta a la Casa de Campo que nunca podrá ser cerrada».

### Bandera de la Unión Europea
Madrid se convirtió el 9 de mayo de 2010 en la primera capital que enarbola de forma permanente la bandera de la Unión Europea (UE). El izado de la enseña comunitaria en el Talud Aniceto Marinas (a un costado de la Glorieta de San Vicente), fue el acto principal para celebrar el Día de Europa. El Día de Europa se conmemora el 9 de mayo en recuerdo del histórico discurso que el ministro de Exteriores de Francia, Robert Schuman, en 1950 para que su país y Alemania pusieran en común su producción de carbón y acero, la CECA, lo que se considera el germen de la UE.